# Kenny Dalglish
Pour les articles homonymes, voir Dalglish.
Sir Kenneth « Kenny » Mathieson Dalglish, MBE, est un footballeur international puis entraîneur écossais né le 4 mars 1951 à Glasgow en Écosse.
Durant sa carrière de joueur, il évolue comme attaquant avec le Celtic FC et le Liverpool Football Club. Il est l'écossais le plus sélectionné de l'histoire avec 102 sélections. C'est le seul joueur écossais comptant plus de 100 sélections et le seul écossais à figurer dans la liste FIFA 100, établie par Pelé à l'occasion des 100 ans de la FIFA, en 2004. Il est également le co-meilleur buteur (avec Denis Law) de l'histoire de son pays avec 30 buts. Il est élu joueur de l'année PFA du Championnat d'Angleterre en 1983 et joueur de l'année FWA du Championnat d'Angleterre en 1979 et 1983. De plus, il termine deuxième à l'élection du Ballon d'or en 1983. Il est élu en 2009 par le magazine FourFourTwo comme le plus grand attaquant d'après-guerre évoluant dans le football britannique. En 2006, il est élu par les supporters de Liverpool comme le joueur le plus apprécié de l'histoire par le kop. Il fait partie des English et Scottish Football Hall of Fame dont il est dans les deux cas, un des membres inauguraux. Il fait aussi partie du Tableau d'honneur de l'équipe d'Écosse de football, où figurent les internationaux ayant reçu plus de 50 sélections pour l'Écosse, étant inclus dès la création de ce tableau d'honneur en février 1988.
Kenny Dalglish commence sa carrière professionnelle en 1969 avec le Celtic, club avec lequel il gagne quatre championnats d'Écosse, quatre coupes d'Écosse et une coupe de la Ligue. En 1977, il est transféré pour 440 000 £ sur la demande du manager Bob Paisley, ce qui est alors un record pour le football britannique. Son passage à Liverpool coïncide avec une période glorieuse pour le club qui gagne trois Coupe des clubs champions européens, une Supercoupe de l'UEFA, six championnats d’Angleterre, deux coupes d'Angleterre, quatre coupes de la Ligue anglaise et sept Charity Shield. Pour ses succès et son style de jeu, il surnommé King Kenny par les supporters de Liverpool. En 1985, il devient entraîneur-joueur de Liverpool en succédant à Joe Fagan. Il reste jusqu'en février 1991 (date de sa démission), l'entraîneur du club. Durant cette période, il gagne trois championnats d’Angleterre, deux coupes d'Angleterre et quatre Charity Shield.
Huit mois après son départ de Liverpool, il devient entraîneur des Blackburn Rovers un club de deuxième division qu'il emmène jusqu'au titre de champion d'Angleterre en 1995. Il devient alors directeur du football du club pendant une saison. En janvier 1997, il devient entraîneur de Newcastle United. Le club termine la saison à la deuxième place en championnat, et est finaliste de la coupe d'Angleterre la saison suivante. Malgré la treizième place en championnat, il est reconduit à ses fonctions pour la saison 1998-1999, mais il est démis de ses fonctions après deux matchs. En 1999, il devient du directeur du football du Celtic et termine la saison en tant qu'entraîneur du club où il gagne une Coupe de la Ligue écossaise.
Entre 2000 et 2010, il s'occupe de l’association caritative The Marina Dalglish Appeal qu'il fonde au nom de sa femme atteinte d'un cancer. En janvier 2011, il est nommé entraîneur intérimaire de Liverpool après la démission de Roy Hodgson. Il reste entraîneur la saison suivante, gagne une coupe de la Ligue, est finaliste de la Coupe d'Angleterre, mais son équipe termine seulement huitième du championnat ce qui entraîne son renvoi. En octobre 2013, il revient à Liverpool en tant que directeur non-exécutif.
Il fait partie des quatre entraîneurs à avoir remporté le championnat d'Angleterre avec deux clubs différents (avec Tom Watson, Herbert Chapman, et Brian Clough).

## Biographie

### Jeunesse
Dalglish, qui est le fils d'un ingénieur est né à Dalmarnock (en) dans le grand est de Glasgow situé près du Celtic Park. Ses parents, sa sœur aîné Carol et lui déménagent en 1952 à Milton, un autre district de la ville mais situé près du grand rival les Glasgow Rangers. Kenny Dalglish étudie en primaire à la Milton Bank Primary School de Milton et fait ses débuts au football en tant que gardien de but. Dans le secondaire, il étudie à la High Possil Senior Secondary School où il gagne plusieurs tournois (dont un tournoi inter-école) de football à 5. Il gagne ensuite la coupe d'Écosse et joue ensuite pour les Glasgow Schoolboys et les Glasgow Schools. Il joue ensuite pour les Scotland Schoolboys qui dispute le Victory Shield (en) qui oppose les sélections britanniques de football. Il marque deux buts dès sa première apparition avec les Scotland Schoolboys lors d'une victoire 4-3 sur l'Irlande du Nord.
Le 20 août 1966, il est mis à l'essai par Liverpool lors d'un match de la réserve face à Southport, mais celui-ci n'est pas concluant,. Cette même année, il est aussi recalé par West Ham. Kenny Dalglish espère jouer pour les Rangers mais il ne reçoit aucune proposition. Il choisit donc en juillet 1967 de signer chez les rivaux du Celtic. Avant sa signature, l'entraîneur du Celtic Jock Stein envoie un de ses adjoints Sean Fallon pour le rencontrer ainsi que ses parents. Lorsqu'il entend leur arrivée, il se précipite pour enlever les posters des Rangers dans sa chambre.

### Celtic FC
Il est prêté au Cumbernauld United Football Club afin d'acquérir de l'expérience. Il y inscrit 4 buts lors de son premier match pour 37 buts au total. Dans le même temps, il entreprend une formation de menuisier. 
Au début de la saison suivante, Dalglish devient professionnel et son entraîneur souhaite le prêter à nouveau à Cumbernauld. Finalement, il reste à Glasgow et joue avec la réserve. Il débute avec l'équipe première le 25 septembre 1968 lors du quart de finale retour de coupe de la ligue écossaise contre Hamilton Academical gagné 4-2 par son équipe. Avec la réserve, il totalisera 4 buts en 17 apparitions. 
Il fait ses débuts en championnat, lors de la saison suivante, le 4 octobre 1969 contre les Raith Rovers. Il dispute trois autres matchs avec le Celtic dans le mois suivant tous en tant que titulaire mais il ne marque pas,. Ce sont ses seuls matchs de la saison en équipe première. Avec la réserve, il marque 19 buts en 31 matchs. Avec l'équipe il fait alors partie de ce qui serra surnommé le Quality Street Gang, composé de joueurs qui prendront le relève des champions d'Europe de 1967 et qui deviendront de futurs internationaux écossais comme Danny McGrain, David Hay et Lou Macari.
Lors de la saison 1970-1971, Dalglish continue d'impressionner avec l'équipe réserve où il marque 23 buts. Son équipe gagne le championnat des réserves ainsi que la coupe en disposant en finale de l'ennemi juré, les Rangers. En équipe première, il joue son premier match en coupe d'Europe, le 30 septembre 1970 en seizièmes de finale de Ligue des champions contre le Kokkolan Palloveikot, un club finlandais. Il dispute sept matchs dans cette saison.
La saison 1971-1972, est celle de son affirmation dans l'équipe première. Il participe à la Drybrough Cup, un tournoi de pré-saison opposant huit équipes. Il marque 4 buts lors du premier match et deux lors du second. Son équipe s'incline lors de la finale face à Aberdeen. Dans la foulée, il participe à la phase de poules de la Coupe de la Ligue écossaise où il inscrit quatre buts en six matchs dont deux face aux Rangers (un lors de chacun des matchs). Son équipe s'inclinera par la suite en finale face au Partick Thistle 1-4. En championnat, il marque 7 buts lors de ses huit premiers matchs joués ce qui lui permet de se faire remarquer par le sélectionneur écossais Tommy Docherty qui le fait débuter le 10 novembre 1971, face à la Belgique dans le cadre des Éliminatoires du Championnat d'Europe 1972,. Dalglish termine la saison avec 29 buts en 53 matchs dont 17 en 31 matchs de championnat, que son équipe remporte. Le Celtic réalise le doublé à la suite d'une victoire en coupe d’Écosse face à Hibernian sur le score de 6-1.
Lors de la saison suivante, le Celtic entame la saison par la Drybrough Cup où le club s'incline en finale 3-5 après prolongation contre Hibernian,. Dans la foulée, le club dispute la phase de poules de coupe de la ligue écossaise. Dalglish marque 8 buts en 6 matchs pour son équipe qui se qualifie pour les quarts de finale. Par la suite, le club arrive en finale de cette compétition contre Hibernian mais s'incline 2-1 malgré un but de Dalglish. En championnat, le Celtic est sacré lors de la dernière journée grâce à une victoire 3-0 obtenue sur le terrain d'Hibernian. Les verts et blancs terminent le championnat un point devant les Rangers. Ces derniers privent les Celtic d'un doublé en les battant 3-2 en finale de coupe d'Écosse. Dalglish termine la saison avec 21 buts en 32 matchs de championnat. Toutes compétitions confondues, son bilan est de 39 buts en 56 matchs.
La saison 1973-1974, commence comme à l'accoutumée par la Drybrough Cup. Le club atteint pour la troisième fois d’affilée la finale de cette compétition. Le match qui est la même affiche que la saison précédente, s'achève une nouvelle fois par une victoire d'Hibernian en prolongation (0-1). Avant le début du championnat, il participe à trois des six matchs de la coupe de la ligue écossaise pour un but marqué. Par la suite, le Celtic atteint la finale de la compétition où il s'incline face au Dundee FC. En Ligue des champions, le club parvient en demi-finale où il affronte l'Atletico de Madrid. Le match aller, disputé en Écosse se déroule dans une ambiance tendue avec trois expulsions côté espagnol. Il s'achève sur le score de 0-0. Au retour, l'Atletico s'impose 2-0. En championnat, son début de saison est difficile car il ne marque qu'un seul but en sept apparitions. Lors des 10 matchs suivants, il marque à onze reprises. Il termine le championnat avec 18 buts en 33 apparitions. Le 27 avril 1974, trois jours après le match aller de la demi-finale de ligue des champions, il marque le but de l'égalisation face à Falkirk qui offre le titre, le neuvième consécutif de son équipe. Le club fait le doublé en disposant du Dundee United sur le score de 3-0.
Dalglish de retour de la coupe du monde 1974, commence sa saison en finale de la Drybrough Cup. Il joue tout le match qui s'achève par une séance de tirs au but victorieuse (2-2 a.p., 4-2 t.a.b.). Le début de saison 1974-1975, se passe bien, notamment en championnat où le club ne perd qu'une fois lors de la phase aller. En plus, le club gagne la coupe de la ligue en battant Hibernian 6-3 en finale. La suite est plus difficile, puisque le club concède huit défaites sur la phase retour et doit se contenter de la troisième place. Les verts et blanc engrangent tout de même deux nouvelles coupes avec la Coupe d'Écosse (finale gagnée 3-1 contre l'Airdrieonians Football Club) et la Glasgow Cup. Cette dernière s'achève sur le score de 2-2 mais le replay ne sera jamais joué. Le trophée est donc partagé. Sur le plan personnel, Dalglish dispute 51 matchs pour 21 buts marqués.
Durant l'été 1975, son entraîneur Jock Stein est victime d'un accident de la route. Son assistant, Sean Fallon est donc l'entraîneur de l'équipe durant la majeure partie de la saison.
Kenny Dalglish est nommé capitaine pour cette saison. En championnat, les Rangers remportent de nouveau le titre. Les verts et blancs n'ont pas gagné une fois en quatre matchs de championnat face à eux (2 nuls et 2 défaites). Le Celtic s'incline en finale de la coupe de la ligue également face à eux. Pas de trophée pour le club donc cette saison pour la première fois depuis douze ans. Sur le plan personnel, réalise sa meilleure saison en championnat en marquant 24 buts en 35 matchs, ce qui lui permet de finir meilleur buteur. 
La saison suivante, est nettement meilleure. En championnat, le Celtic renoue avec le succès en terminant 9 points devant les Rangers. Le club réalise même le doublé en battant en finale de coupe les mêmes Rangers. Le triplé domestique est raté de peu malgré une grosse contribution de Dalglish (10 buts en 10 matchs). Cette dernière saison sous le maillot du Celtic s'achève sur le bilan de 27 buts en 54 matchs.

### Liverpool
En août 1977, il part pour jouer dans le championnat d’Angleterre avec le Liverpool Football Club (où il remplace Kevin Keegan qui a rejoint le Hambourg SV) contre une indemnité de 440 000 livres sterling ce qui est alors un record entre clubs britanniques. Son départ est très mal perçu par les supporters du Celtic, qui l'accueilleront avec des huées en août 1978 quand il viendra disputer le jubilé de Jock Stein. Kenny Dalglish arrive dans un club qui vient de rater le triplé de peu (victoires en Coupe des clubs champions et en championnat d'Angleterre, finaliste de la coupe d'Angleterre).
Il débute quelques jours après son arrivée lors du Charity Shield 1977, où sa nouvelle équipe affronte Manchester United. Le match s'achève sur le score de 0-0. Le trophée est donc partagé. 
Le 20 août 1977, débute le championnat d'Angleterre. Pour sa seconde apparition avec Liverpool et donc la première en championnat, Dalglish ouvre le score à la septième minute sur le terrain de Middlesbrough mais son équipe concède le nul 1-1. Sur le plan domestique, Liverpool double tenant du titre de la First Division cède son titre au promu de Second Division Nottingham Forest. Forest bat d'ailleurs Liverpool lors de la finale de la coupe de la Ligue (0-0 a.p. puis 0-1 lors du replay). Sur le plan européen, Liverpool gagne la Supercoupe de l'UEFA en battant en deux manches le Hambourg SV, le nouveau club de Keegan (1-1 et 6-0). Il marque un but lors du match retour. En Coupe des clubs champions, il inscrit le seul but du match lors de la finale contre le FC Bruges, ce qui permet à Liverpool de se qualifier pour la prochaine édition de la compétition. Le bilan de la première saison de l’Écossais est de 31 buts en 62 rencontres.  

À sa deuxième saison, 1978-1979, il remporte son premier titre de champion d'Angleterre et avec 21 buts inscrits, réussit son meilleur total lors d'une saison de championnat.
Dalglish sera de nouveau champion d'Angleterre en tant que joueur en 1979-1980, 1981-1982, 1982-1983 et 1983-1984, tout en faisant partie des équipes des Reds championnes d'Europe en 1981 et 1984. En 1980-1981, il disputera tous les matchs de championnat de son club et à partir de 1981-1982, se découvre un nouveau rôle d'attaquant de soutien au sein d'un duo de choc qu'il forme avec Ian Rush. La saison 1982-1983 le voit inscrire 18 buts en championnat et remporter le titre personnel de PFA Player of the Year.
Dalglish jouera un total de 515 matches avec Liverpool et marque 172 buts avec le club de la Mersey. Il est le premier joueur à marquer plus de 100 buts à la fois dans le championnat anglais et dans le championnat écossais.
Surnommé King Kenny par les supporters de Liverpool, Kenny Dalglish fait partie des plus grandes légendes du club du Merseyside, au même titre que Bill Shankly, Bob Paisley et Steven Gerrard.

### Carrière en équipe nationale
Dalglish fait ses débuts dans l’équipe d'Écosse en novembre 1971 à l’occasion d’un match contre l'équipe de Belgique.
Il participe à la Coupe du monde 1974, puis à celles de 1978 et 1982. Pour 8 matches joués dans cette compétition, il inscrit 2 buts.
Dalglish compte 102 sélections en équipe d'Écosse et inscrit 30 buts, de 1971 à 1986. Il détient le record de buts marqués avec Denis Law.

### Carrière d'entraîneur

#### Liverpool
Après le drame du Heysel en 1985, il devient entraîneur-joueur de l’équipe de Liverpool, et pour sa première saison il réussit le doublé FA Cup-championnat. Deux points seulement sépareront cette saison-là les Reds de leurs voisins et rivaux d'Everton, également défaits lors de la finale de la Coupe d'Angleterre. Le titre se décide lors de l'ultime journée et voit Dalglish en personne inscrire le but qui offre le titre à son club, lors d'un match à Stamford Bridge contre Chelsea.
L'année suivante, Liverpool connait une saison décevante par rapport aux exploits du club à cette époque, laissant Everton reconquérir le titre de champion d'Angleterre. À l'été 1987, l'équipe perd son buteur patenté Ian Rush qui a rejoint la Juventus. Dalglish décide alors de rebâtir son effectif. Il fait venir Peter Beardsley, John Aldridge, John Barnes et Ray Houghton. Cette version new look de Liverpool écrase le championnat d'Angleterre, le tout en pratiquant un football offensif qui en fait l'une des équipes les plus mémorables de l'histoire du football anglais. Elle ne s'inclinera que deux fois en 40 rencontres de championnat, et réussira à demeurer invaincue d'août 1987 à février 1988 quand Everton vient mettre fin à cette série de 29 matchs sans défaite (37 toutes compétitions confondues). LesScousers sont sacrés champions à quatre matchs de la fin de l'exercice. Cependant, la saison elle-même s'achèvera sur une terrible désillusion avec une défaite des plus surprenantes en finale de la FA Cup contre Wimbledon. 
L'année 1989 sera marquée par deux drames de nature différente pour le club de la Mersey. Le 15 avril a lieu la tragédie de Hillsborough, au cours de laquelle périront 96 supporters de Liverpool. À la suite de cet épisode, Dalglish gagnera le respect des supporters du club mais aussi celui du public britannique en général pour son attitude et sa compassion. Ainsi, souvent en compagnie de ses joueurs, il se rend à de nombreuses funérailles organisées en l'honneur des supporters décédés, et soutient les familles des défunts dans cette épreuve.
Un mois plus tard, le club subit une nouvelle désillusion, sportive cette fois. À l'occasion de la dernière journée de championnat 1988-1989, Liverpool accueille Arsenal à Anfield dans une confrontation directe entre les deux candidats au titre. Un match nul suffit à l'équipe de Dalglish pour être sacré ; elle peut même se permettre de perdre par un but d'écart. Au cours des ultimes secondes des arrêts de jeu, alors que les Gunners mènent 1-0, leur milieu de terrain Michael Thomas marque un second but qui offre le titre à son équipe, au détriment des hôtes médusés ! Liverpool aura droit à une mince consolation une semaine plus tard en remportant la Coupe d'Angleterre contre son voisin d'Everton.
En 1989-1990, Dalglish mène Liverpool à son 18e titre de champion d'Angleterre. En février 1991, alors que le club semble en route vers un nouveau sacre domestique, l'entraîneur écossais soumet sa démission en tant qu'entraineur, contre toute attente. Kenny Dalglish citera plus tard le stress et l'impact de la tragédie de Hillsborough comme les facteurs ayant entrainé sa décision. À la suite de son départ, le club s'écroule et ne gagne aucun titre à la fin de la saison. Son remplaçant, Graeme Souness, qui fut aussi un de ses coéquipiers à Liverpool au cours des années 1980, obtint un bilan médiocre et deux décennies plus tard, bon nombre de supporters du club estiment que celui-ci ne s'est jamais vraiment remis de cette passation de pouvoir mal gérée en 1991.

#### Blackburn Rovers, Newcastle et Celtic
En octobre 1991, Dalglish devient entraîneur des Blackburn Rovers et obtient la montée en Premier League (D1) dès sa première saison. Le club, détenu par le riche Jack Walker, est ambitieux et souhaite devenir un des meilleurs d'Angleterre. Il y parviendra au cours de la saison 1994-1995 quand Dalglish le mènera au titre de champion d’Angleterre, damant le pion au double tenant du titre, Manchester United. Dans son effectif d'alors, Blackburn compte notamment des joueurs tels qu'Alan Shearer et Chris Sutton. Après ce titre, Dalglish est désigné entraîneur de l'année du Championnat d'Angleterre.
C'est une formation qui divise sérieusement l'opinion publique britannique, ses détracteurs lui reprochant un football très direct et athlétique. Au contraire, les partisans de Dalglish voient en ce titre de champion une nouvelle preuve de la supériorité de « King Kenny » sur son vieux rival, Alex Ferguson, l'entraineur de Manchester, qui dispose de moyens plus importants. Les deux Écossais, natifs de Glasgow, se connaissent en effet depuis la fin des années 1960, quand Ferguson évoluait en tant qu'avant-centre au club des Glasgow Rangers tandis qu'un jeune Kenny Dalglish effectuait ses débuts chez les rivaux du Celtic. Dalglish se souvient notamment d'un match en 1969 lors duquel son entraineur l'avait affecté au marquage de Ferguson, mission dont il s'était acquitté avec brio malgré ses 18 ans.
Par la suite il prend en charge les équipes de Newcastle et du Celtic, mais sans grand succès (seulement une coupe de la ligue d’Écosse de gagnée en 2000 avec le Celtic). Son passage à Newcastle est particulièrement peu glorieux, marqué par des conflits avec des joueurs importants tels que David Ginola.

#### Retour à Anfield

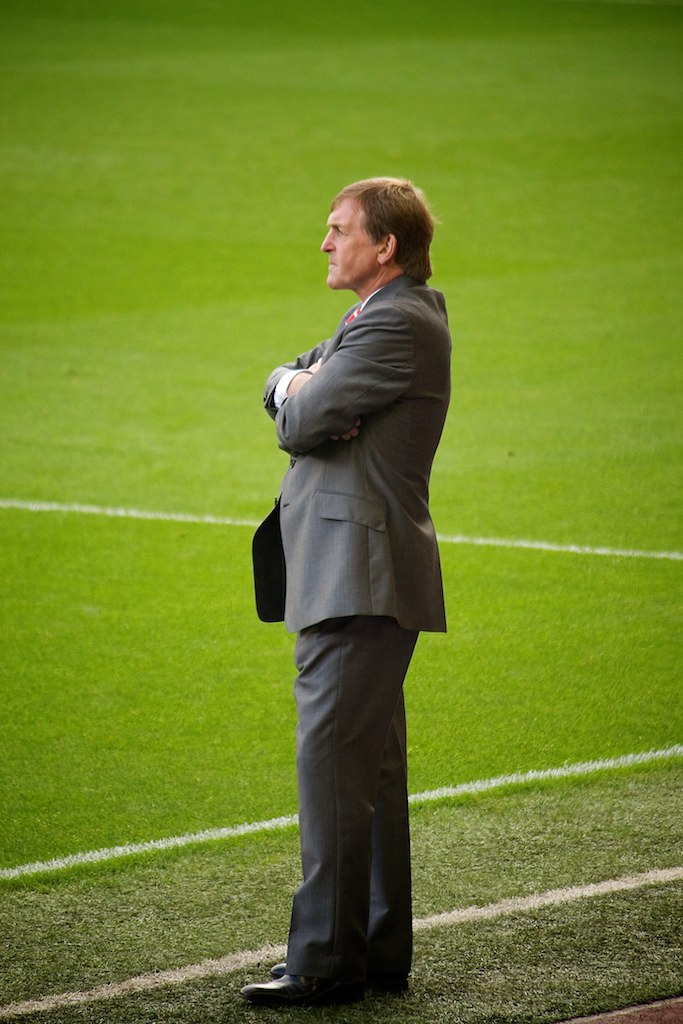
Kenny Dalglish face à Bolton en 2011.

À Liverpool, dès qu'il est question d'un changement d'entraineur, le nom de Kenny Dalglish est cité avec insistence par les supporters des Reds comme leur candidat préféré. En 2009-10, lorsque la position de Rafael Benitez sur le banc devient de plus en plus fragile, Dalglish se propose lui-même comme successeur, mais le poste revient finalement à Roy Hodgson, premier entraineur anglais du club depuis la démission de Roy Evans fin 1998. Ce n'est que partie remise pour l'Écossais.
Le 8 janvier 2011, il est nommé entraîneur de Liverpool jusqu'à la fin de la saison, alors qu'il était responsable du centre de formation du club, en remplacement de Roy Hodgson, qui réalise une moitié de saison catastrophique avec les Scousers. De l'avis de nombreux observateurs, il s'agit de la pire équipe de Liverpool de l'après-guerre. Les bonnes relations qu'entretient Hodgson avec Sir Alex Ferguson et la presse londonienne ne font qu'empirer les choses dans une ville farouchement attachée à sa différence. 
Dalglish effectue son retour sur le banc liverpuldien le 9 janvier, à l'occasion d'un trente-deuxième de finale de FA Cup à Old Trafford face à Manchester United qu'il perd 1 à 0. À la fin du mois, il recrute pour 26,5 millions d'euros l'Uruguayen Luis Suárez, qu'il compte associer en attaque à l'Espagnol Fernando Torres. Cependant, lors des derniers jours du mercato d'hiver 2011, l'Espagnol soumet publiquement une demande de transfert, que Dalglish accepte. Torres rejoint Chelsea contre près de 60 millions d'euros; de cette somme, 40 millions sont investis par Liverpool pour recruter Andy Carroll, l'attaquant de Newcastle.
Le 6 février 2011, Liverpool bat Chelsea à Stamford Bridge un but à zéro. Le 6 mars, il domine Manchester United à Anfield sur le score de 3 à 1, sous l'impulsion d'un Luis Suárez irrésistible et d'un Dirk Kuyt hyper-efficace devant le but adverse. À l'occasion de ce match, les supporters des Reds chanteront plusieurs fois un "Happy birthday Kenny" destiné à leur entraineur, qui a fêté ses 60 ans deux jours plus tôt. Sous sa houlette, Liverpool connait un net redressement, certains joueurs comme Raul Meireles et Maxi Rodríguez semblant revivre au contact de Dalglish. Menacé de relégation en novembre, le club termine sixième du championnat.
La saison suivante est plus compliquée. Fort du soutien financier des Américains de Fenway Sports, Dalglish a déjà identifié ses cibles sur le marché des transferts. Mais la non-qualification de Liverpool pour la Ligue des champions pour la deuxième année de suite a des conséquences sur l'attractivité du club aux yeux des recrues potentielles. Ainsi, Dalglish voit lui échapper Ashley Young et Phil Jones, deux éléments qu'il suivait depuis plusieurs mois. Le comble, c'est que les deux joueurs snobent Liverpool pour rejoindre le rival honni, Manchester United.
Pas découragé pour autant, "King Kenny" débourse plus de 40 millions d'euros pour faire venir deux joueurs anglais, Jordan Henderson et Stewart Downing. Ses autres recrues, Jose Enrique, Sebastian Coates, Charlie Adam et Craig Bellamy, coûteront bien moins, Bellamy arrivant même en transfert libre. Fin août, Dalglish, qui s'est déjà débarrassé d'Alberto Aquilani, déclenche l'incompréhension chez ses supporters en cédant à Chelsea Raul Meireles, un des meilleurs joueurs du club au cours des mois écoulés. Ce transfert déclenche une passe d'armes entre Meireles et Dalglish, chacun des deux acteurs se renvoyant la responsabilité de cette décision impopulaire.
L'entame de saison du club est prometteuse, avec 7 points pris sur les 3 premiers matchs et un football séduisant. Le club s'impose même sur le terrain d'Arsenal pour la première fois en 11 ans. Mais ce bon départ cède rapidement la place aux désillusions. Il devient vite évident que l'équipe dépend trop du rendement de Luis Suárez. En outre, la stratégie de recrutement de Dalglish est remise en question. Dans les années 1980, il avait fait briller Liverpool en recrutant des joueurs britanniques payés au prix fort et a remis au jour cette façon de procéder durant l'année 2011. Or, le football anglais a beaucoup changé en 20 ans et la qualité des joueurs britanniques des années 2000 n'a rien à voir avec ceux des années 1980 comme John Barnes et Peter Beardsley. Jordan Henderson, Stewart Downing et Andy Carroll se montrent particulièrement décevants.
Dès l'autômne, Liverpool ne lutte plus que pour la quatrième place. Meilleure défense du championnat depuis la mise à l'écart de Jamie Carragher, le club souffre de son médiocre rendement à Anfield (davantage de matchs nuls concédés que de succès!). Dalglish doit en outre gérer les accusations de racisme de Patrice Évra à l'encontre de son attaquant-vedette Luis Suárez, et son soutien indéfectible à l'Uruguayen tout au long de l'affaire est très critiqué outre-Manche.
Dans les compétitions de coupe, les Reds se montrent plus inspirés. En janvier 2012, ils atteignent la finale de la Carling Cup en venant à bout du rouleau compresseur de Manchester City. Le 28 janvier, des buts de Daniel Agger et Dirk Kuyt permettent aux Reds de prendre la mesure de Manchester United lors d'un seizième de finale de FA Cup. Une victoire contre l'ennemi juré, particulièrement savoureuse aux yeux des supporters dans la mesure où le coupable sur le but victorieux de Kuyt n'est autre que Patrice Évra, l'homme qui cristallise les rancœurs sur les bords de la Mersey depuis son implication dans la suspension de Luis Suárez.
Le 26 février 2012, Liverpool gagne la Carling Cup aux tirs au but face à Cardiff City. De plus, le club de Dalglish inflige une claque au club de Brighton & Hove sur le score de 6 à 1 en demi-finales de la FA Cup, mais échoue en finale face à Chelsea. Malgré un bon parcours en coupes nationales, le club de Liverpool termine à la 8e place et Dalglish est limogé par les dirigeants du club à l'issue de la saison,.

## Statistiques

### Joueur

#### Club
Source : Fitbastats.com, lfchistory.net et rsssf.com

| Saison                | Club                  | Championnat           | Championnat | Championnat | Coupe nationale | Coupe nationale | Coupe de la Ligue | Coupe de la Ligue | Supercoupe | Supercoupe | Compétition(s) continentale(s) | Compétition(s) continentale(s) | Compétition(s) continentale(s) | Supercoupe de l'UEFA | Supercoupe de l'UEFA | Coupe intercontinentale | Coupe intercontinentale | Autres coupes | Autres coupes | Total | Total |
| Saison                | Club                  | Division              | M.          | B.          | M.              | B.              | M.                | B.                | M.         | B.         | Comp.                          | M.                             | B.                             | M.                   | B.                   | M.                      | B.                      | M.            | B.            | M.    | B.    |
| 1968-1969             | Celtic                | Division One          | -           | -           | -               | -               | 1                 | 0                 | -          | -          | -                              | -                              | -                              | -                    | -                    | -                       | -                       | -             | -             | 1     | 0     |
| 1969-1970             | Celtic                | Division One          | 2           | 0           | -               | -               | 2                 | 0                 | -          | -          | -                              | -                              | -                              | -                    | -                    | -                       | -                       | -             | -             | 4     | 0     |
| 1970-1971             | Celtic                | Division One          | 3           | 0           | 1               | 0               | -                 | -                 | -          | -          | C1                             | 1                              | 0                              | -                    | -                    | -                       | -                       | 2             | 0             | 7     | 0     |
| 1971-1972             | Celtic                | Division One          | 31          | 17          | 4               | 1               | 8                 | 5                 | -          | -          | C1                             | 7                              | 0                              | -                    | -                    | -                       | -                       | 3             | 6             | 53    | 29    |
| 1972-1973             | Celtic                | Division One          | 32          | 21          | 6               | 5               | 11                | 10                | -          | -          | C1                             | 4                              | 3                              | -                    | -                    | -                       | -                       | 3             | 0             | 56    | 39    |
| 1973-1974             | Celtic                | Division One          | 33          | 18          | 6               | 1               | 10                | 3                 | -          | -          | C1                             | 7                              | 2                              | -                    | -                    | -                       | -                       | 3             | 1             | 59    | 25    |
| 1974-1975             | Celtic                | Division One          | 33          | 16          | 5               | 2               | 8                 | 3                 | -          | -          | C1                             | 2                              | 0                              | -                    | -                    | -                       | -                       | 2+1           | 0+0           | 51    | 21    |
| 1975-1976             | Celtic                | Premier Division      | 35          | 24          | 1               | 1               | 10                | 4                 | -          | -          | C2                             | 5                              | 3                              | -                    | -                    | -                       | -                       | 2             | 0             | 53    | 32    |
| 1976-1977             | Celtic                | Premier Division      | 35          | 15          | 7               | 1               | 10                | 10                | -          | -          | C3                             | 2                              | 1                              | -                    | -                    | -                       | -                       | -             | -             | 54    | 27    |
| Sous-total            | Sous-total            | Sous-total            | 204         | 111         | 30              | 11              | 60                | 35                | -          | -          | -                              | 28                             | 9                              | -                    | -                    | -                       | -                       | 16            | 7             | 338   | 173   |
| 1977-1978             | Liverpool FC          | First Division        | 42          | 20          | 1               | 1               | 9                 | 6                 | 1          | 0          | C1                             | 7                              | 3                              | 2                    | 1                    | -                       | -                       | -             | -             | 62    | 31    |
| 1978-1979             | Liverpool FC          | First Division        | 42          | 21          | 7               | 4               | 1                 | 0                 | -          | -          | C1                             | 2                              | 0                              | 2                    | 0                    | -                       | -                       | -             | -             | 54    | 25    |
| 1979-1980             | Liverpool FC          | First Division        | 42          | 16          | 8               | 2               | 7                 | 4                 | 1          | 1          | C1                             | 2                              | 0                              | -                    | -                    | -                       | -                       | -             | -             | 60    | 23    |
| 1980-1981             | Liverpool FC          | First Division        | 34          | 8           | 2               | 2               | 8                 | 7                 | 1          | 0          | C1                             | 9                              | 1                              | -                    | -                    | -                       | -                       | -             | -             | 54    | 18    |
| 1981-1982             | Liverpool FC          | First Division        | 42          | 13          | 3               | 2               | 10                | 5                 | -          | -          | C1                             | 6                              | 2                              | -                    | -                    | 1                       | 0                       | -             | -             | 62    | 22    |
| 1982-1983             | Liverpool FC          | First Division        | 42          | 18          | 3               | 1               | 7                 | 0                 | 1          | 0          | C1                             | 5                              | 1                              | -                    | -                    | -                       | -                       | -             | -             | 58    | 20    |
| 1983-1984             | Liverpool FC          | First Division        | 33          | 7           | -               | -               | 8                 | 2                 | 1          | 0          | C1                             | 9                              | 3                              | -                    | -                    | -                       | -                       | -             | -             | 51    | 12    |
| 1984-1985             | Liverpool FC          | First Division        | 36          | 6           | 7               | 0               | 1                 | 0                 | 1          | 0          | C1                             | 7                              | 0                              | -                    | -                    | 1                       | 0                       | -             | -             | 53    | 6     |
| 1985-1986             | Liverpool FC          | First Division        | 21          | 3           | 6               | 1               | 2                 | 1                 | -          | -          | -                              | -                              | -                              | -                    | -                    | -                       | -                       | 2             | 2             | 31    | 7     |
| 1986-1987             | Liverpool FC          | First Division        | 18          | 6           | -               | -               | 5                 | 2                 | 1          | 0          | -                              | -                              | -                              | -                    | -                    | -                       | -                       | 1             | 0             | 25    | 8     |
| 1987-1988             | Liverpool FC          | First Division        | 2           | 0           | -               | -               | -                 | -                 | -          | -          | -                              | -                              | -                              | -                    | -                    | -                       | -                       | -             | -             | 2     | 0     |
| 1988-1989             | Liverpool FC          | First Division        | -           | -           | -               | -               | 1                 | 0                 | -          | -          | -                              | -                              | -                              | -                    | -                    | -                       | -                       | 1             | 0             | 2     | 0     |
| 1989-1990             | Liverpool FC          | First Division        | 1           | 0           | -               | -               | -                 | -                 | -          | -          | -                              | -                              | -                              | -                    | -                    | -                       | -                       | -             | -             | 1     | 0     |
| Sous-total            | Sous-total            | Sous-total            | 355         | 118         | 37              | 13              | 59                | 27                | 7          | 1          | -                              | 47                             | 10                             | 4                    | 1                    | 2                       | 0                       | 4             | 2             | 515   | 172   |
| Total sur la carrière | Total sur la carrière | Total sur la carrière | 559         | 229         | 67              | 24              | 119               | 62                | 7          | 1          | -                              | 75                             | 19                             | 4                    | 1                    | 2                       | 0                       | 20            | 9             | 853   | 345   |

#### Sélection
| Année | Matchs | Buts |
| ----- | ------ | ---- |
| 1971  | 2      | 0    |
| 1972  | 2      | 1    |
| 1973  | 9      | 1    |
| 1974  | 11     | 4    |
| 1975  | 10     | 2    |
| 1976  | 6      | 3    |
| 1977  | 10     | 7    |
| 1978  | 10     | 3    |
| 1979  | 9      | 1    |
| 1980  | 8      | 1    |
| 1981  | 4      | 1    |
| 1982  | 8      | 4    |
| 1983  | 4      | 0    |
| 1984  | 3      | 2    |
| 1985  | 3      | 0    |
| 1986  | 3      | 0    |
| Total | 102    | 30   |

### Entraîneur
| Équipe           | Nationalité             | Date d'arrivée  | Date de départ  | Bilan | Bilan | Bilan | Bilan | Bilan   |
| Équipe           | Nationalité             | Date d'arrivée  | Date de départ  | J     | V     | N     | D     | Vic, %  |
| ---------------- | ----------------------- | --------------- | --------------- | ----- | ----- | ----- | ----- | ------- |
| Liverpool        | Drapeau de l'Angleterre | 30 mai 1985     | 22 février 1991 | 307   | 187   | 78    | 42    | 60,91 % |
| Blackburn Rovers | Drapeau de l'Angleterre | 12 octobre 1991 | 25 juin 1995    | 197   | 104   | 46    | 47    | 52,79 % |
| Newcastle United | Drapeau de l'Angleterre | 14 janvier 1997 | 27 août 1998    | 78    | 30    | 22    | 26    | 38,46 % |
| Celtic           | Drapeau de l'Écosse     | 10 février 2000 | 1er juin 2000   | 18    | 10    | 4     | 4     | 55,56 % |
| Liverpool        | Drapeau de l'Angleterre | 8 janvier 2011  | 16 mai 2012     | 74    | 36    | 16    | 22    | 48,65 % |
| Total            | Total                   | Total           | Total           | 674   | 367   | 166   | 141   | 54.45%  |

## Palmarès

### Joueur

#### Celtic FC
- Championnat d'Écosse : 1972, 1973, 1974 et 1977
- Coupe d'Écosse : 1972, 1974, 1975 et 1977
- Coupe de la Ligue écossaise : 1975

#### Liverpool
- Ligue des champions : 1978, 1981 et 1984
- Supercoupe d’Europe : 1977
- Championnat d’Angleterre : 1979, 1980, 1982, 1983, 1984 et 1986
- Coupe d'Angleterre : 1986
- Coupe de la Ligue anglaise en 1981, 1982, 1983 et 1984
- Charity Shield : 1977 (partagé), 1979, 1980, 1982 et 1986 (partagé)

### Entraîneur

#### Liverpool
- Championnat d’Angleterre : 1986, 1988 et 1990
- Coupe d'Angleterre : 1986 et 1989
- Charity Shield : 1986 (partagé), 1988, 1989 et 1990 (partagé)
- Coupe de la Ligue : 2012

#### Blackburn
- Championnat d’Angleterre : 1995

#### Celtic FC
- Coupe de la Ligue écossaise : 2000

### Distinctions
- Joueur de l'année FWA du Championnat d'Angleterre : 1979 et 1983
- Joueur de l'année PFA du Championnat d'Angleterre : 1983
- Meilleur buteur du championnat d’Écosse : 1976
- Plus grand attaquant britannique d'après-guerre (Four Four Two (en))[53]
- FWA Tribute Award : 1987
- Élu 22e meilleur joueur du siècle (World Soccer Awards)
- Deuxième au classement du Ballon d'or en 1983
- Entraîneur de l'année du Championnat d'Angleterre : 1995
- English Football Hall of Fame : 2002 (membre inaugural)
- Scottish Football Hall of Fame : 2004 (membre inaugural)
- English Football Hall of Fame - Trophée spécial European Hall of Fame : 2008
- Membre de l'Empire britannique : 1984
- Knight Bachelor : 2018